# Косболтек
Косболте́к (каз. Қосбөлтек) — село у складі Жуалинського району Жамбильської області Казахстану. Входить до складу Кокбастауського сільського округу.
У радянські часи село називалося Кастальєвка.
Населення — 703 особи (2021; 690 у 2009, 611 у 1999, 486 у 1989).